# Generación MTV
La Generación MTV es un término usado para referirse a la juventud de fines del siglo XX y principios del siglo XXI, un tiempo en el que tuvo gran influencia el canal de televisión MTV. El término es a veces confundido con Generación X.

## Historia
El origen de la frase ha sido atribuido a la propia MTV "para describir a los adolescentes que dominan su audiencia".
La frase se volvió popular dos años después del debut del canal de TV en 1981. Un observador nota: "En 1984, MTV fue llegando al 1,2 por ciento de la audiencia de televisión diaria y más de una cuarta parte de los televidentes adolescentes diarios. Los niños de los años ochenta en adelante serán conocidos como 'la generación MTV.'"  El 13 de octubre de 1984 la revista Billboard usa el término para referirse a los gustos musicales.
MTV produjo un documental titulado MTV Generation en 1991. El diario New York Times en su crítica describe al grupo como "adultos jóvenes que luchan por establecer un nicho cultural por sí mismos, algo que se distinguen de los hippies, baby boomers y yuppies de los tiempos pasados". El documental muestra la generación de MTV caracterizada por el cinismo, la incertidumbre y una capacidad para procesar la información rápidamente y centrándose en diversiones e intereses retro.
"Mucho se ha escrito acerca de la llamada generación 'baby buster' -grupo jóvenes de 20 luchando por separarse de la sombra de los baby boomers-... el apodo más reciente del grupo, 'la generación MTV', podría ser una descripción más precisa todavía. Mientras que mucho se habla sobre la falta de un solo tema unificador o experiencia en esa generación, sus miembros parecen tener una cosa en común: videos de música."
En 1991, Douglas Coupland, autor del libro "Generation X: Tales for an Accelerated Culture" escribe para la prensa: "MTV quisiera hacernos creer que todo el mundo a sus 20 es la generación MTV. Es como ir por la vida con un gran producto tatuado en tu cabeza, como si ellos fueran la única influencia cultural en todo el planeta".